# Ландтаг Шлезвиг-Гольштейна
Ландтаг Шлезвиг-Гольштейна (нем. Der Schleswig-Holsteinische Landtag; Земельное собрание Шлезвиг-Гольштейна) — земельный парламент федеральной земли Шлезвиг-Гольштейн, законодательный орган в политической системе федеральной земли Шлезвиг-Гольштейн. Его парламентские функции и состав в основном регулируются статьей 16 конституции федеральной земли. Ландтаг избирается сроком на пять лет. Он назначает премьер-министра федеральной земли Шлезвиг-Гольштейн (в настоящее время — Даниэль Гюнтер). Как и в других земельных парламентах, его основные функции регулируют сферы образования, культуры, градостроительного зонирования и внутренней политики.

## Состав
После выборов в федеральной земле Шлезвиг-Гольштейн в 2017 году Ландтаг с 6 июня 2017 года состоит из следующих парламентских групп: ХДС (25 мест), СДПГ (21 место), Союз 90 / Зелёные (10 мест), СДП (9 мест), АдГ (4 места), СЮИ (3 места) и независимого депутата (1 место).

## Избирательное право
С 2000 года Ландтаг избирается по улучшенной пропорциональной системе с возможностью двух голосов и пятипроцентным барьером, аналогично федеральным выборам. В 2012 году 35 кандидатов выдвинулись по прямому мандату, а ещё 34 были избраны по земельному списку.
Как представитель датского меньшинства, Союз южношлезвигских избирателей освобожден от пятипроцентного барьера в результате переговоров, предшествовавших декларации между Бонном и Копенгагеном. Иск Молодежного союза федеральной земли Шлезвиг-Гольштейн, направленный против этого положения, был отклонен Конституционным судом федеральной земли Шлезвиг-Гольштейн решением от 13 сентября 2013 года, которое подтвердило особое положение Союза южношлезвигских избирателей в избирательном законодательстве федеральной земли.

## Здание
С 3 мая 1950 года резиденцией Ландтага является Земельный дом в Киле. Он был построен в 1888 году как военно-морская академия Императорского флота Германии. Реконструкция проводилась несколько раз, последняя прошла в апреле 2003 года, благодаря ней был создан новый пленарный зал по проекту ганноверской группы архитекторов Ани Брюнинг и Вольфганга-Михаэля Пакса.
С 1946 по 1950 годы Ландтаг собирался в Киле (зданиях городского театра, института исследования молока, педагогической академии), в ратуше Любека, во Фленсбурге и Эккернфёрде.

## Президиум
В Президиум 19 созыва входят:
- Клаус Шли (ХДС), президент Ландтага
- Кирстен Айккхофф-Вебер (СДП), вице-президент
- Амината Туре (Союз 90 / Зелёные), вице-президент
- Аннабель Крэмер (СДП), вице-президент

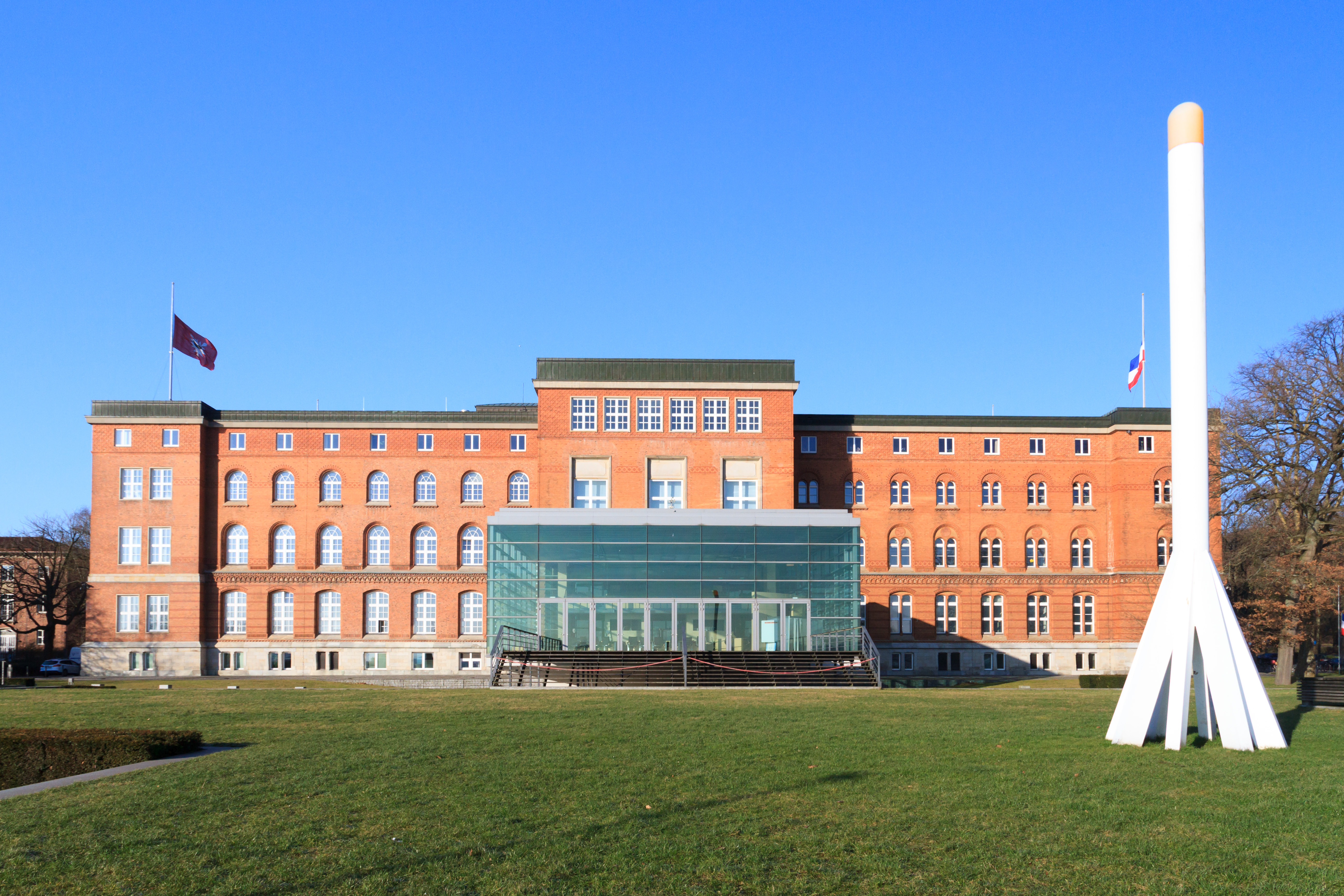
Земельный дом в Киле, место заседаний Ландтага

## Особенности
По крайней мере три раза (в 1979, 1992, 2009 годах) оппозиционные партии, представленные в Ландтаге, могли собрать больше голосов (имея при этом меньше мест в Ландтаге), чем правящая партия(партии).

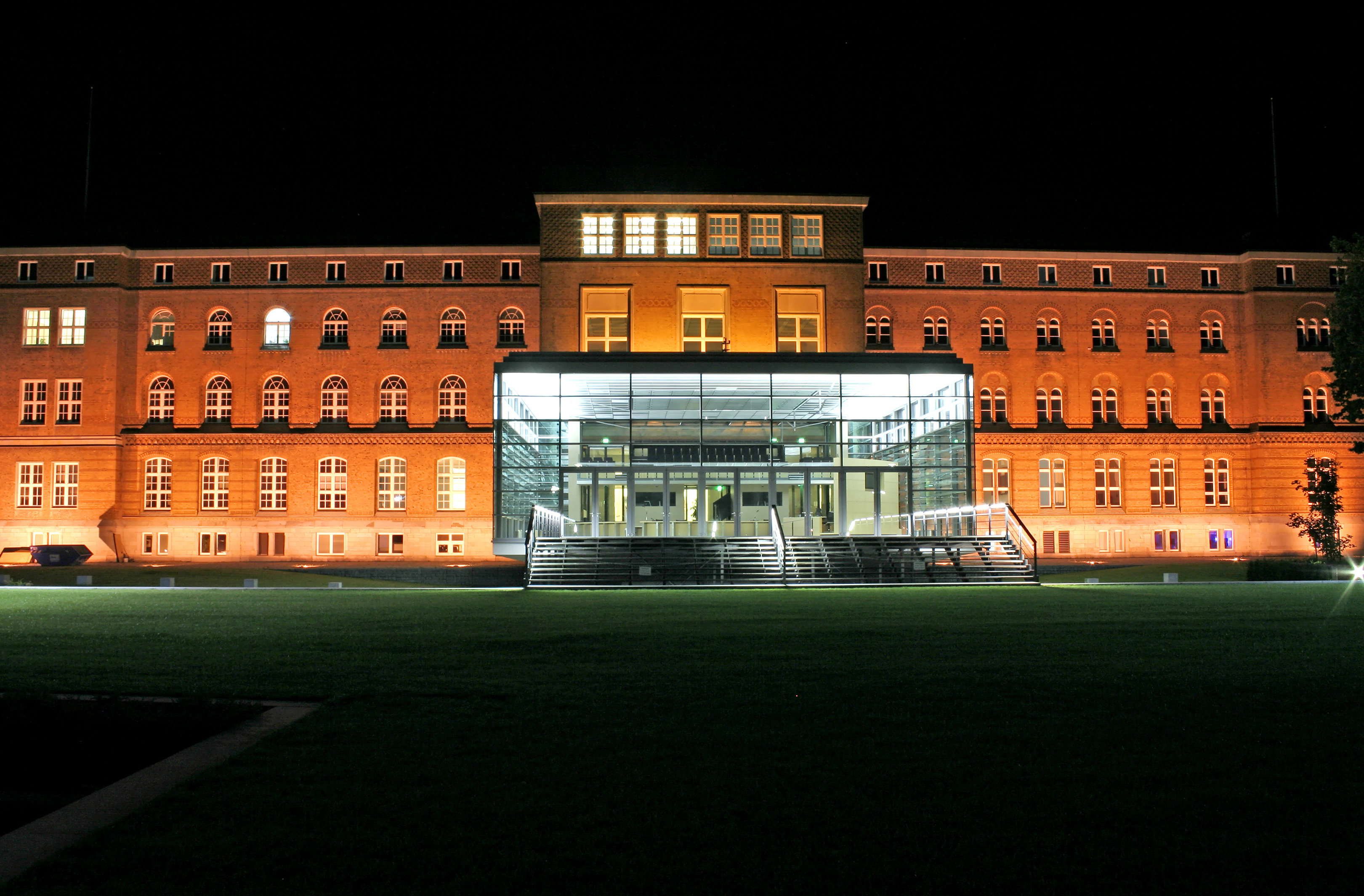
Здание Ландтага в ночное время

Распределение мест в Ландтаге, избранном в 2009 году, было оспорено в суде несколькими оппозиционными партиями, поскольку они считали, что ограничение компенсационных мандатов противоречит конституции федеральной земли. 30 августа 2010 года Конституционный суд федеральной земли Шлезвиг-Гольштейн объявил закон о выборах противоречащим конституции федеральной земли, но по другой причине (резкое расширение Ландтага за счет накладных и компенсационных мандатов, что нарушает размер Ландтага в 69 депутатов согласно конституции федеральной земли). Таким образом, закон о выборах должен был быть изменён к маю 2011 года, а Ландтаг должен был быть переизбран в соответствии с этим новым избирательным законом не позднее 30 сентября 2012 года. Затем ХДС, СДПГ и СДП решили сократить количество прямых мандатов с 40 до 35 и, вопреки противодействию других партий, исключили упоминание о количестве депутатов Ландтага из конституции федеральной земли, чтобы устранить неконституционные аспекты избирательной системы. В мае 2012 года были проведены новые выборы в соответствии с новым законом о выборах.

## Комитеты
Ландтаг сформировал следующие комитеты для подготовки своих постановлений:
- Комитет по внутренней и правовой политике
- Комитет по финансам
- Комитет по образованию (также отвечает за культуру)
- Комитет по окружающей среде и сельскому хозяйству
- Комитет по экономике
- Комитет по социальной политике (также отвечает за здравоохранение)
- Комитет по петициям
- Комитет Европы
- Комитет по сотрудничеству между федеральными землями Шлезвиг-Гольштейн и Гамбург

## Парламентское партнерство
Соглашения о партнерстве составляют основу сотрудничества между региональными парламентами. Это проявляется в трансграничных проектах, культурном и научном обмене и контактах между администрациями.
- Сеймик Западно-поморского воеводства (Польша)
- Парламент польского региона Померания
- Калининградская областная областная Дума (Россия)

## Парламентская газета
Парламентская газета Der Landtag выходит четыре раза в год, и на неё можно бесплатно подписаться в пресс-службе газеты.